# 采棉机

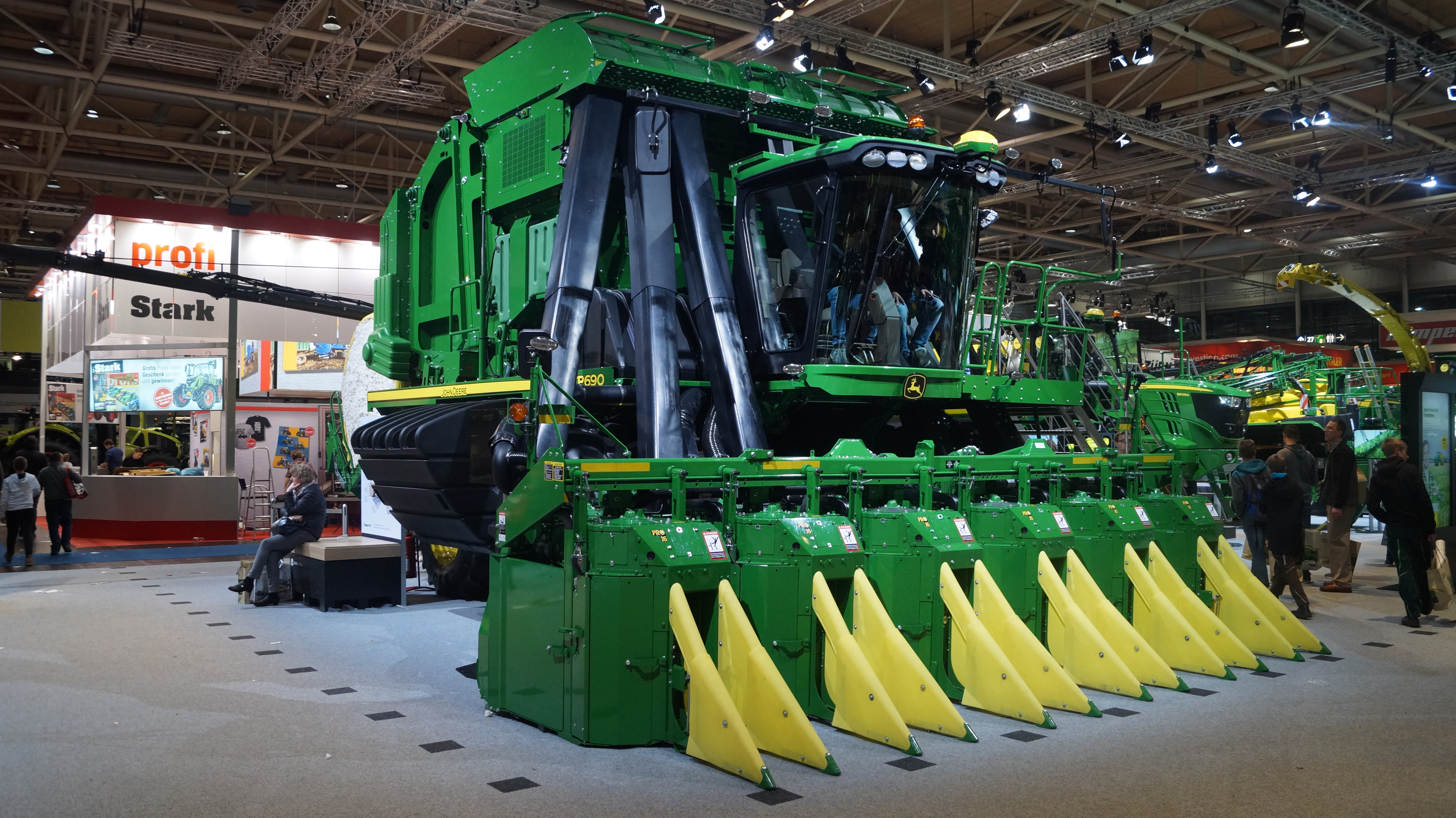
约翰迪尔CP690型采棉机，现于新疆生产建设兵团等地大规模运用

采棉机是一种收割棉花的机器，它可以缩短收割棉花的时间，以实现效率最大化。第一台采棉机是美國人约翰·丹尼尔·拉斯特（John Daniel Rust）和他的兄弟马克·拉斯特（Mack Rust）於20世纪20年代发明。